# Митропа куп 1985.
Митропа куп 1985 је 43. година организовања Митропа купа.
Такмичење је одржано од 24. октобра 1984. до 27. априла 1985.. Ово је била година у којој су учествовали клубови других лига. Играло се у групи двокружним лига системом уз учествовање по једне екупе из Италије, Мађарске, Чехословачке и Југославије.

### Резултати
| Клуб             | Држава                                           | Резултати | Држава   | Клуб             |
| ---------------- | ------------------------------------------------ | --------- | -------- | ---------------- |
| Искра Бугојно    | Социјалистичка Федеративна Република Југославија | 2-0, 0-1  | Италија  | Аталанта Бергамо |
| Искра Бугојно    | Социјалистичка Федеративна Република Југославија | 1-0, 1-1  | Чешка    | Баник Острава    |
| Искра Бугојно    | Социјалистичка Федеративна Република Југославија | 1-1, 4-0  | Мађарска | Бекешчаба        |
| Аталанта Бергамо | Италија                                          | 0-0, 0-0  | Чешка    | Баник Острава    |
| Аталанта Бергамо | Италија                                          | 2-1, 2-2  | Мађарска | Бекешчаба        |
| Баник Острава    | Чешка                                            | 1-0, 0-1  | Мађарска | Бекешчаба        |

### Табела
| Плас. | Тим              | ИГ | Д | Н | ИЗ | ГД | ГП | Бод |
| ----- | ---------------- | -- | - | - | -- | -- | -- | --- |
| 1     | Искра Бугојно    | 6  | 3 | 2 | 1  | 9  | 3  | 9   |
| 2     | Аталанта Бергамо | 6  | 2 | 3 | 1  | 5  | 5  | 7   |
| 3     | Баник Острава    | 6  | 1 | 3 | 2  | 2  | 3  | 5   |
| 4     | Бекешчаба        | 6  | 1 | 2 | 3  | 5  | 10 | 4   |

ИГ = Играо утакмица; Д = Добио; Н = Нерешио; ИЗ = Изгубио; ГД = Голова дао; ГП = Голова примио;Бод = Бодови
| Победник Митриоа купа 1985 |
| -------------------------- |
| Искра Бугојно 1. Титула    |